# Rumelange
Rumelange (lb. Rëmeleng, niem. Rümelingen) − miasto i gmina (gemeng / commune / Gemeinde) w południowym Luksemburgu, w kantonie Esch-sur-Alzette. Do 3 października 2015 gmina leżała w dystrykcie Luksemburg. Siedziba administracyjna gminy znajduje się w miejscowości Rumelange. Liczy 5692 mieszkańców (1 stycznia 2023). Graniczy z Francją.  
Znajduje się tutaj Narodowe Muzeum Górnictwa (Musée national des mines) oraz zabytkowy kościół św. Sebastiana (Saint Sébastien).

## Podział administracyjny
Do gminy należy jedna miejscowości, w tym jeden (Uertschaft) oraz żaden lieu-dit:
1. Rumelange (Rëmeleng / Rümelingen)

## Współpraca
Miejscowość partnerska:
- Grundlsee, Austria